# Soricomorpha
I Soricomorfi (Soricomorpha) sono un ordine di mammiferi laurasiateri, attualmente considerato parafiletico e inserito nell'ordine Eulipotyphla.

## Tassonomia
In passato questi animali venivano classificati all'interno dell'ordine polifiletico Insectivora, poi smembrato in differenti ordini, tra cui Afrosoricida (tenrec e talpe dorate), Macroscelidea (toporagni elefante) ed Erinaceomorpha (ricci e gimnuri). Successivamente i Soricomorpha e gli Erinaceomorpha sono stati riconosciuti essere membri di un solo gruppo tassonomico, gli Eulipotyphla; i soricomorfi, in particolare, non risultano essere un clade monofiletico ma una serie di forme via via più derivate, con la famiglia Soricidae (i toporagni) considerata sister taxon degli Erinaceidae (i ricci).
L'ordine Soricomorpha comprendeva tre famiglie:
- Famiglia Solenodontidae
- Famiglia Soricidae
  - Sottofamiglia Crocidurinae
  - Sottofamiglia Soricinae
  - Sottofamiglia Myosoricinae
- Famiglia Talpidae
  - Sottofamiglia Scalopinae
  - Sottofamiglia Talpinae
  - Sottofamiglia Uropsilinae

Viene attribuita a quest'ordine anche la famiglia estinta dei Nesophontidae.

### Alcune specie

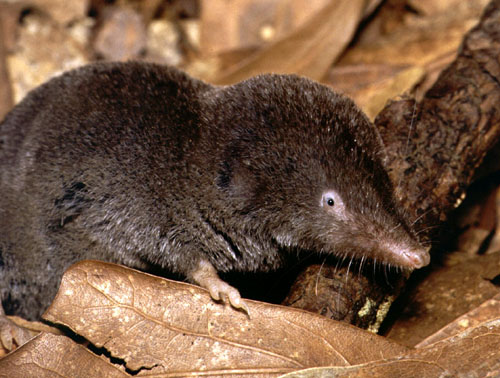
Blarina carolinensis Soricidae
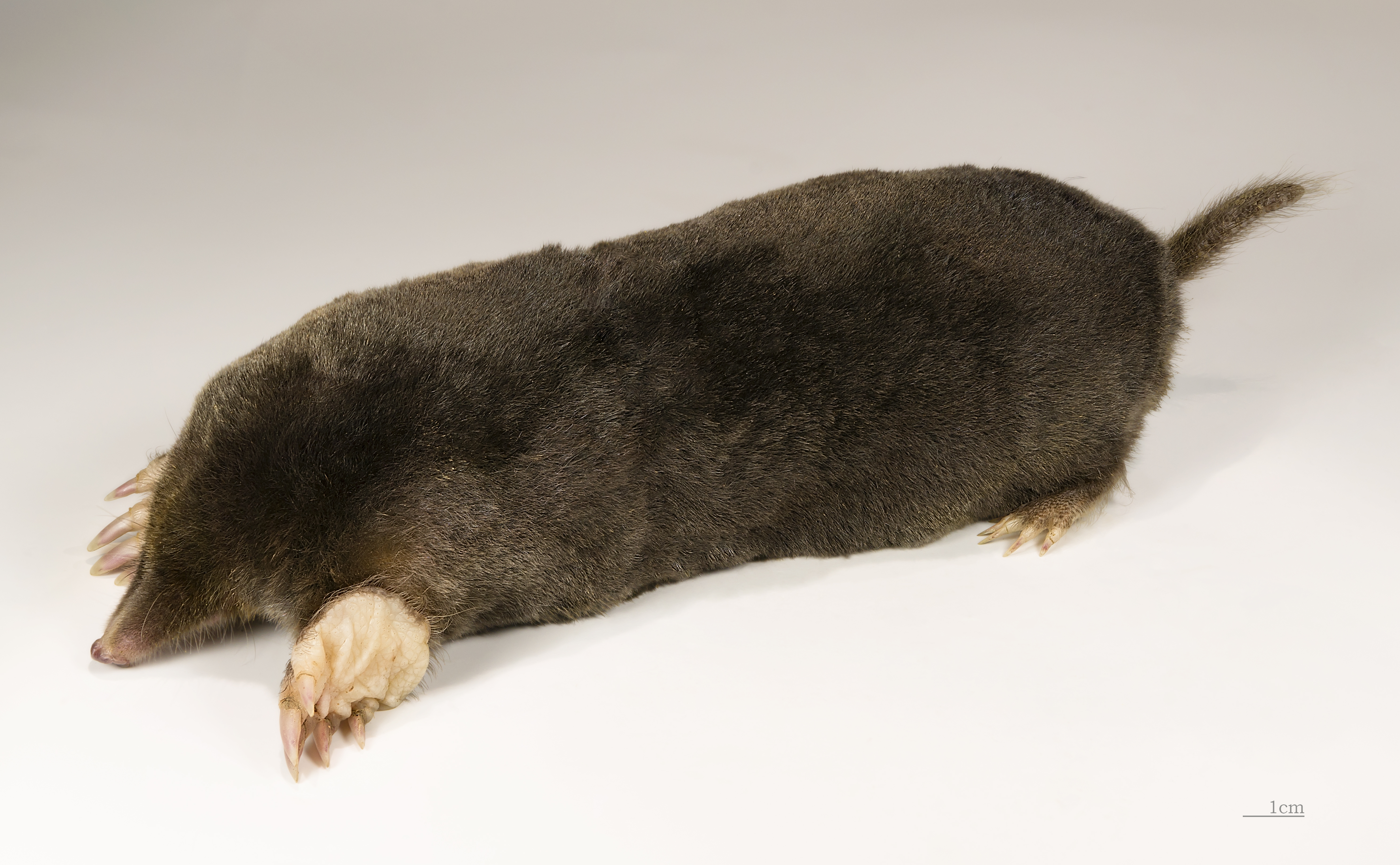
Talpa europea Talpidae